# Bonnert
Bonnert (niem. i lb. Bunnert) – dzielnica (section) miasta Arlon w Belgii, w Regionie Walońskim, w prowincji Luksemburg, w okręgu Arlon. 1 stycznia 2020 roku liczyła 4814 mieszkańców. Do 31 grudnia 1976 r. samodzielna gmina. 

## Demografia
Liczba mieszkańców, stan na 1 stycznia:
| Rok                | 1930 | 1947 | 1961 | 2020 |
| ------------------ | ---- | ---- | ---- | ---- |
| Liczba mieszkańców | 1550 | 1630 | 2024 | 4814 |